# Einar Löfstedt
Haimon Einar Harald Löfstedt (Uppsala, 15 de juny de 1880 – Estocolm, 10 de juny de 1955) fou un llatinista suec, fill d'un altre llatinista suec d'idèntic nom (Einar Löfstedt, 1831-1889).

## Vida
Löfstedt es doctorà a la Universitat d'Uppsala el 1907. Des de 1913 fou professor de filologia llatina a la Universitat de Lund, on esdevingué un dels referents de l'escola sueca de llatí tardà, que ha influït també en els llatinistes catalans. És conegut pels seus estudis sobre el llatí tardà, i sobre textos com la Peregrinatio Aetheriae, i autors com Tertul·lià i Arnobi. Fou rector de la universitat de Lund de 1939 a 1945.
Fou nomenat membre de la Reial Acadèmia Sueca de Ciències el 1934 i de l'Acadèmia Sueca el 1942. També fou membre de la Reial Acadèmia Danesa de les Ciències (1925). De 1936 a 1949 fou membre de la comissió de publicació del Thesaurus Linguae Latinae.

## Obra
- Beiträge zur Kenntnis der späteren Latinität “Contribució al coneixement de la llatinitat tardana”. Stockholm: O.L. Svanbacks 1907 [tesi doctoral]
- Spätlateinische Studien “Estudis sobre el llatí tardà” 1908
- Philologischer Kommentar zur Peregrinatio Aetheriae: Untersuchungen zur Geschichte der lateinischen Sprache “Comentaris filològics sobre la Peregrinatio Aetheriae: recerca sobre la història de la llengua llatina” 1911 [reeditat: Darmstadt: Wissenschaftliche Buchgesellschaft, 1962]
- Tertullians Apologeticum: Textkritisch untersucht. Lund: O. Harrassowitz, 1915
- Arnobiana: textkritische und sprachliche Studien zu Arnobius "Arnobiana: estudis lingüístics i de crítica textual sobre Arnobi". Lund: C. W. K. Gleerup, 1917
- Kritische Bemerkungen zu Tertullians Apologeticum "Observacions crítiques sobre l'Apologeticum de Tertul·lià". Lund : C.W.K. Gleerup, 1918
- Zur Sprache Tertullians “Sobre la llengua de Tertul·lià” Lund: C.W.K. Gleerup, 1920
- Syntactica. Studien und Beiträge zur historischen Syntax des Lateins "Sintactica: estudis i contribucions sobre la sintaxi històrica del llatí", 2 volums, Lund: Gleerup, 1928-33
- Late latin "Llatí tardà". Oslo:H. Aschehoug, 1959 [traducció italiana: Il Latino tardo: aspetti e problemi. Brescia: Paideia, 1980; obra pòstuma; recull d'estudis]